# Phalops flavocinctus
Phalops flavocinctus är en skalbaggsart som beskrevs av Johann Christoph Friedrich Klug 1855. Phalops flavocinctus ingår i släktet Phalops och familjen bladhorningar. Inga underarter finns listade i Catalogue of Life.